# Dolmen du Chanet

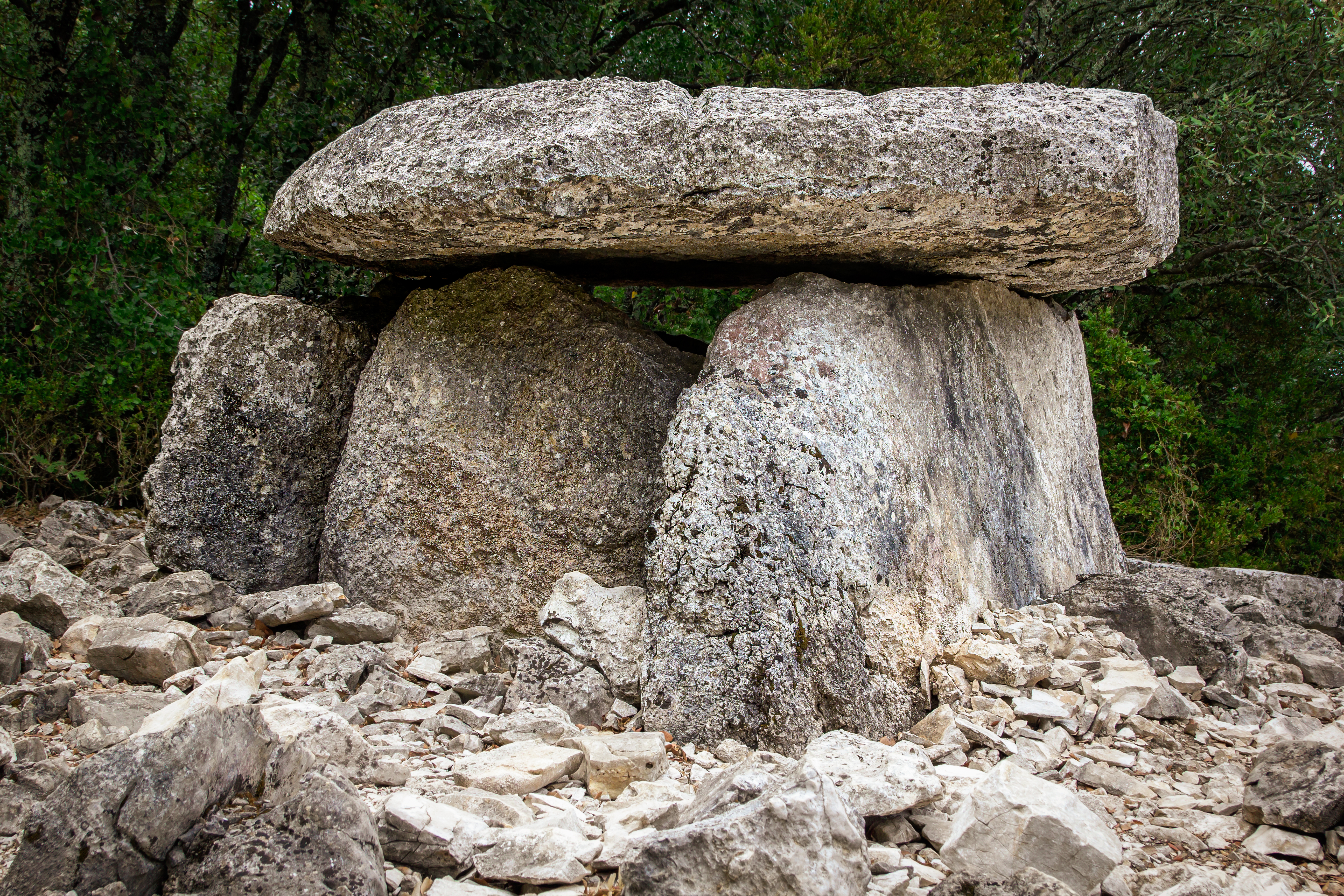
Dolmen du Chanet

Der Dolmen du Chanet (auch „Chanet 1“ genannt) liegt nahe der Ardèche, im Forêt de Malbosc, gegenüber der Grotte du Parapluie, südwestlich von Saint-Remèze, bei Montelimar im Département Ardèche in Frankreich. Er zählt zu den „Dolmens de l’Ardèche“, die mit 800 Dolmen hinter der Bretagne das zweitgrößte megalithische Areal bilden. Dolmen ist in Frankreich der Oberbegriff für neolithische Megalithanlagen aller Art (siehe: Französische Nomenklatur).
Der Kalksteindolmen besteht aus der seitlich weiter überstehenden großen Deckenplatte, zwei langen seitlichen Tragsteinen und dem kurzen Endstein. Ein weiterer Stein steht seitlich neben der Kammer.

Dolmen du Chanet
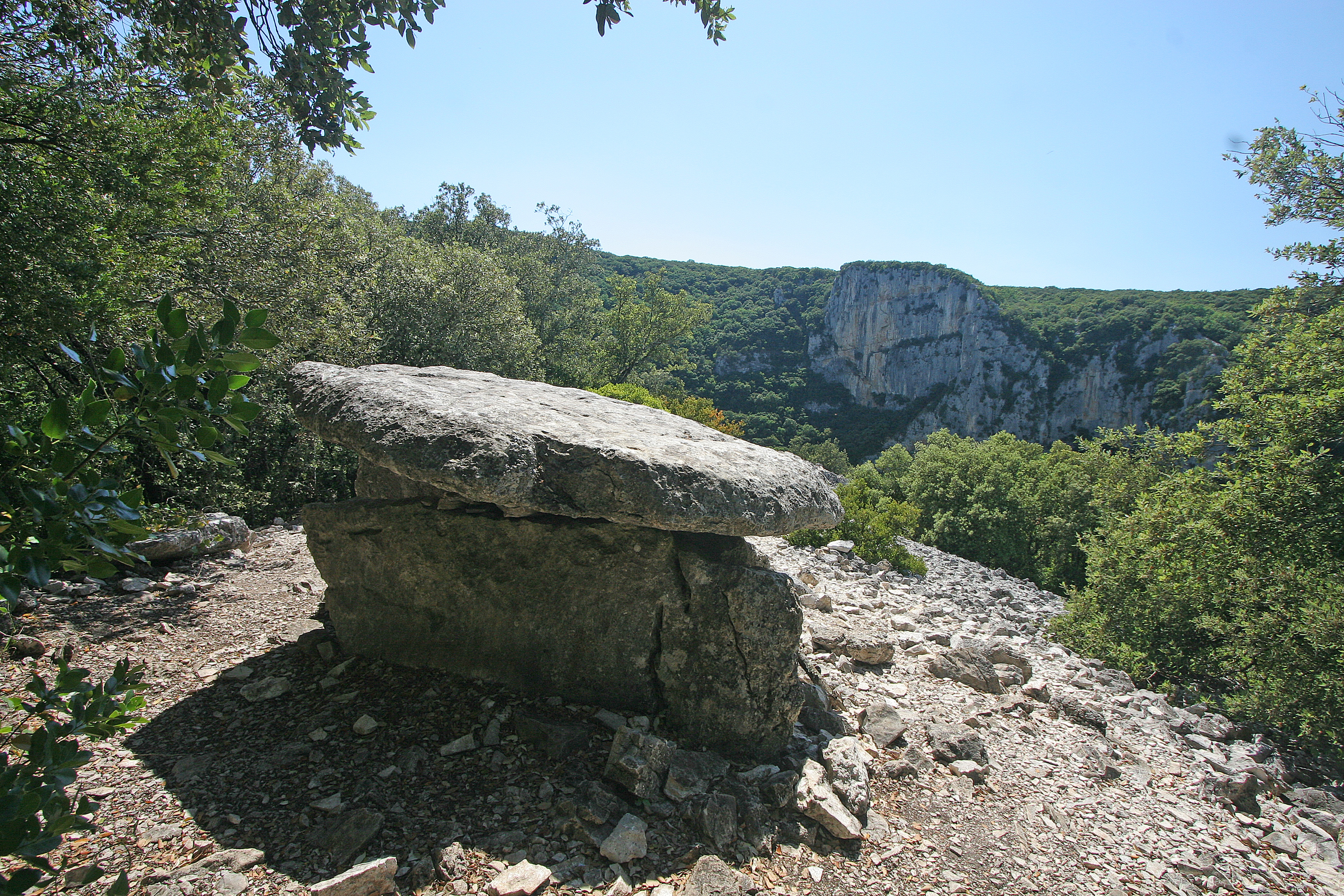
Dolmen du Chanet
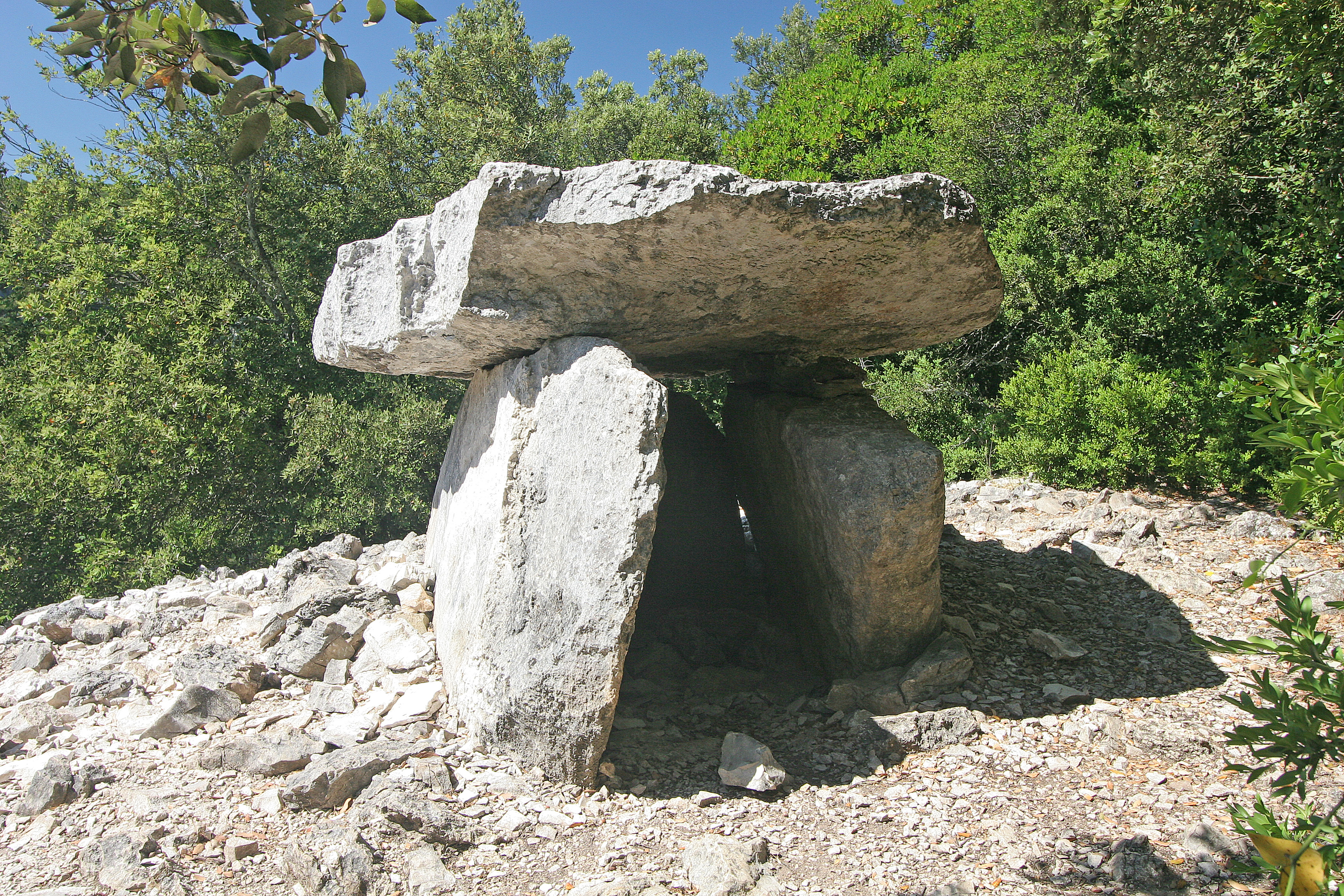
Dolmen du Chanet